# Spodoptera bipunctata
Spodoptera bipunctata är en fjärilsart som beskrevs av Walker 1857. Spodoptera bipunctata ingår i släktet Spodoptera och familjen nattflyn. Inga underarter finns listade i Catalogue of Life.